# Xi Serpentis
Xi Serpentis (ξ Ser / 55 Serpentis / HD 159876 / HR 6561) es una estrella en la constelación de Serpens. Pese a tener la denominación de Bayer «Xi», decimocuarta letra del alfabeto griego, es la cuarta estrella más brillante en la constelación, detrás de Unukalhai (α Serpentis), η Serpentis y μ Serpentis.
Sin nombre propio habitual, en China era conocida como Nan Hae, el «Mar del Sur».
Situada en Serpens Cauda —la cola de la serpiente—, tiene magnitud aparente +3,54.
Situada a 105 años luz de distancia del sistema solar, Xi Serpentis es una estrella blanco-amarilla de tipo espectral F0, clasificada como gigante o subgigante. Con una temperatura superficial de 7100 K, brilla con una luminosidad 31 veces mayor que la del Sol y tiene un radio 3,7 veces mayor que el radio solar. De lenta rotación, con una velocidad ecuatorial igual o mayor de 32 km/s, completa una vuelta en menos de 5,8 días. Catalogada como estrella peculiar, su composición química es, sin embargo, semejante a la solar, excepción hecha por el bajo contenido de carbono. Su masa es aproximadamente el doble que la del Sol y su edad se estima en unos 1100 millones de años. También ha sido clasificada como una variable Delta Scuti, semejante a Caph (β Cassiopeiae).
Xi Serpentis es, además, una estrella binaria espectroscópica cuya acompañante tiene un período de 2,29 días, lo que equivale a una separación entre ambas de solo 0,05 UA.